# OJB
O ObJect Relational Bridge (acrónimo de OJB), da Apache Software Foundation, é uma ferramenta para mapeamento objeto relacional que realiza a persistência transparente de objetos Java em banco de dados relacionais.
OJB foi lançado em 6 de abril de 2005.

## Vantagens
- OJB é open-source.
- OJB é leve e fácil de usar - para implementar a camada de persistência basta configurar dois arquivos: repository.xml e OJB.properties.
- Fácil de integrar numa aplicação já existente (OJB não gera código).
- Permite a utilização de vários padrões de persistência: proprietário (PersistenceBroker API), JDO e Object Data Management Group (ODMG) 3.0.

## Configuração
São necessário pelo menos dois arquivos:
- OJB.properties
- repository.xml

## Mapeamento
Para mapearmos um relacionamento 1-1. por exemplo, temos duas tabelas: Pessoa e Conta. Neste caso, uma pessoa tem uma conta e vice-versa.

## Projetos similares
- Hibernate
- JPA
- iBatis